# Thecla bimaculata
Thecla bimaculata är en fjärilsart som beskrevs av Heinrich Benno Möschler 1876. Thecla bimaculata ingår i släktet Thecla och familjen juvelvingar. Inga underarter finns listade i Catalogue of Life.